# Дьордь Броді
Дьордь Броді (угор. György Bródy, 21 липня 1908 — 5 серпня 1967) — угорський ватерполіст.
Олімпійський чемпіон 1932, 1936 років, учасник 1928 року.